# Gliese 465
Gliese 465 is een rode dwerg met een spectraalklasse van M2.V. De ster bevindt zich 28,95 lichtjaar van de zon.